# تيموثي ستيل
تيموثي ستيل (بالإنجليزية: Timothy Steele)‏ هو شاعر أمريكي، ولد في 22 يناير 1948 في برلينغتون في الولايات المتحدة.